# 西塔亚拉普
西塔亚拉普（Taiarapu-Ouest）是法国海外集体法屬玻里尼西亞向风群岛行政区的一个市镇，位于大溪地島，领土涵盖塔亚拉普半岛西南部。

## 地理
西塔亚拉普（17°48'5"S, 149°17'38"W）面积104 平方千米，位于法国海外集体法屬玻里尼西亞向风群岛的大溪地島，涵盖塔亚拉普半岛西南部。
与西塔亚拉普接壤的市镇包括：东塔亚拉普。

## 行政
西塔亚拉普的邮政编码为98725、98724、98723，INSEE市镇编码为98748。

## 政治
西塔亚拉普的现任市长为泰图阿努伊·汉布林（Tetuanui Hamblin）先生，任期为2020-2026年。

## 人口
西塔亚拉普于2022年时的人口数量为8,371人。